# Synagoga Tempel w Turce
Synagoga Tempel w Turce – synagoga w Turce na Ukrainie, powstała pod koniec XIX w. Przetrwała II wojnę światową, a obecnie mieści magazyn. Jest położona nad przepływającą przez miasto rzeką.